# Somewhere Between the Power Lines and Palm Trees
Somewhere Between the Power Lines and Palm Trees es el tercer álbum de estudio de la banda de rock alternativo Dogstar, publicado el 6 de octubre de 2023, mediante su propio sello discográfico, Dillon Street Records. El álbum es el primer lanzamiento desde su primer disco titulado Happy Ending (2000) y su reformación en 2023. Para promocionar el disco, se publicó el sencillo "Everything Turns Arounds" y además, la banda realizará una gira hasta diciembre de 2023.

## Producción
Dogstar se reunió a principios de 2020 para sesiones improvisadas, para posteriormente comenzar a escribir canciones juntos. En dos meses y medio, la banda había escrito las canciones para el álbum. Con el objetivo de interpretar las canciones en vivo, el grupo lanzó el sencillo "Everything Turns Around" ese mismo año, argumentando además que la canción busca transmitir "un mensaje inspirador y con una vibra positiva que espera hacer tu día un poco más ligero". La mayoría de las pistas fueron interpretadas en vivo durante el festival BottleRock Napa Valley en mayo de 2023.

## Lista de canciones
Todas las canciones fueron escritas por Bret Domrose, Keanu Reeves y Robert Mailhouse.

| N.º  | Título                    | Duración |  |
| 1.   | «Blonde»                  | 3:18     |  |
| 2.   | «How the Story Ends»      | 3:14     |  |
| 3.   | «Everything Turns Around» | 3:00     |  |
| 4.   | «Overhang»                | 3:59     |  |
| 5.   | «Dillon Street»           | 3:38     |  |
| 6.   | «Lily»                    | 2:44     |  |
| 7.   | «Lust»                    | 2:34     |  |
| 8.   | «Glimmer»                 | 4:43     |  |
| 9.   | «Sunrise»                 | 3:20     |  |
| 10.  | «Sleep»                   | 3:54     |  |
| 12.  | «Breach»                  | 2:44     |  |
| 111. | «Upside»                  |          |  |

## Créditos
- Bret Domrose – voz principal, guitarra
- Keanu Reeves – bajo
- Robert Mailhouse – batería